# 야마구치 다카시 (야구인)
야마구치 다카시(일본어: 山口 高志, 1950년 5월 15일 ~ )는 일본의 전 프로 야구 선수이자 야구 지도자이다.
현역 시절 1975년부터 1982년까지 한큐 브레이브스에서 맹활약하면서 팀의 황금 시대를 이끈 선수 중의 한 명으로 알려져 있을 뿐만 아니라 속구를 주무기로 삼아 일본 프로 야구 역사상 가장 빠른 공을 던진 투수로도 알려져 있다.

## 인물

### 프로 입단 전
효고현 고베시 나가타구에서 둘째 아들로 태어나 당시에는 몸무게가 3500g이 많이 나올 정도의 갓난아기였다. 다카시(高志)라는 이름은 야마구치가 태어나기 전부터 아버지가 생각하고 있던 이름이었으며 “남자라면 뜻을 높게 가질 수 있다”라는 의미로 담겨져 있다. 야구를 본격적으로 시작한 것은 초등학교 4학년 무렵이었고 어깨의 힘을 살려내면서 투수와 외야수를 맡았다. 중학교 시절에는 투수로 뛰었는데 이 때 고시엔 대회에서 본 다키가와 고등학교의 활약하는 모습을 보며 감동을 받았고 다키가와 고등학교의 진학을 목표로 하였지만 학비가 비싸다는 이유를 들어 고베 시립 신코 고등학교에 진학하였다.
고교 입학 초기에는 뼈의 발육에 이상이 생기면서 신체적인 문제로 인해 야구 연습을 하는 것이 무리라고 판단해 언제부터인가 등교 거부를 하였고 해수욕장 인근이나 집 가까이에 위치하고 있는 다카토리산에서 시간을 보내게 되었다. 희망을 잃고 있던 여름 무렵에 다카기가 신코 고등학교의 감독으로 부임한 것을 계기로 이 시점에서 야마구치의 전환기가 찾아오게 되었다. 야구에 대한 의지가 생기면서 가을 무렵부터는 맹연습을 거듭한 끝에 3학년 때는 춘계와 하계 대회 연속으로 고시엔 대회에 출전했고 효고 현 대회에서는 노히트 노런도 기록하기도 했다.
고교 졸업 후 간사이 대학에 진학했고 대학 시절에는 간사이 6대학 리그에서 아래와 같은 기록을 남겼다.
- 통산 64경기 등판, 46승 11패, 평균자책점 0.92, 497 탈삼진.
- 노히트 노런 : vs 도시샤 대학 3차전(1971년 추계 대회)

리그 통산 기록
- 통산 최다 승리 : 46승
- 연간 개인 최다 승리 : 18승
- 리그전 21연승
- 통산 최다 완봉 승리 : 19승
- 1시즌 최다 완봉 승리 : 6승(2회)
- 통산 최다 탈삼진 : 497개
- 1시즌 개인 최다 탈삼진 : 100개
- 5경기 연속 두 자릿수 탈삼진
- 68이닝 연속 무실점
- 6경기 연속 완봉

4학년 때인 제1회 미일 대학야구 선수권 대회의 일본 대표팀 선수로 출전했는데 후에 메이저 리그 MVP 선수를 포함한 미국 대표팀을 상대로 일본 팀의 4승 중 3승을 기록하며 최고 수훈 선수상을 차지했다. 이러한 활약으로 대학 선배인 무라야마 미노루와 연관되면서 ‘무라야마 2세’라는 별명이 붙여졌다.
대학 졸업을 앞둔 1972년 10월에 돌연 프로팀 입단 거부를 선언하면서 “프로 선수로 뛰는 것이 자신이 없었다”라는 이유를 들었는데 같은 해에 있은 프로 야구 드래프트 회의에서 야쿠르트 아톰스가 4순위 지명을 강행했다.
야쿠르트로부터 드래프트 지명을 받았지만 입단을 거부하면서 이듬해 봄에는 마쓰시타 전기 산업에 입사했고 회사 내부에 있는 사회인 야구팀에 입단했다. 마쓰시타 전기 산업에 입사한 이유가 “세계의 일류 기업인 마쓰시타라면 프로에 들어가지 않더라도 정년까지 부지런하게 일할 수 있어서 안정된 수입을 얻을 수 있다”라고 말했다. 그러나 샐러리맨으로 일하면서 야구를 할 때 “일도 야구도 어정쩡하게 하는 것보다 과감히 최고봉에서” 라는 기분이 야구 쪽으로 기울게 되었고 1974년에 있은 프로 야구 드래프트 회의에서 한큐 브레이브스로부터 1순위 지명을 받은 후 한큐에 입단하기로 결심했다. 등번호는 전년도까지 한큐에서 활약했던 신코 고등학교의 선배인 미야모토 유키노부가 달았던 ‘14’번으로 정했다.

### 선수 시절
신인 시절인 1975년에는 시범 경기에서 기대 이상의 활약으로 순조로운 스타트를 끊었지만 정규 시즌에 들어가면서 2경기 연속 KO를 당하는 수모를 겪었는데 그 해에는 18차례의 완투와 시즌 12승을 기록하여 신인왕을 차지했다. 그리고 같은 해 일본 시리즈에서는 6경기 중 4경기에 등판하면서 1승 1세이브를 기록하여 일본 시리즈 MVP를 석권했고 3년 후인 1978년에는 중간 계투로 전향하면서 시즌 최다인 14세이브를 기록하는 등 최우수 구원 투수 타이틀을 차지했다. 그러나 그 후에 열린 일본 시리즈에서 타격 연습 도중에 허리를 다쳤고 1979년 이후에는 왼쪽 아킬레스건에 통증을 일으켜 성적이 침체될 정도의 뚜렷한 활약을 보여주지 못했다.
1980년에는 하리모토 이사오에게 통산 3000안타가 되는 홈런을 허용했고 2년 뒤인 1982년에는 8년 간의 현역 생활을 은퇴했다.

### 그 후
은퇴 후 1983년부터 1998년까지 친정팀인 한큐 → 오릭스에서 투수 코치를 맡았고 2003년부터는 한신 타이거스에서 투수 코치를 맡아 후지카와 규지 등을 육성했다. 2005년부터는 한신의 서일본 지구의 스카우트로 활동했고 2009년부터 2015년까지 다시 한신의 투수 코치를 맡았다.

## 플레이 스타일
커브도 던질 수는 있었지만 투구의 대부분은 프로 야구사에 남을 정도의 속구였다. 컨트롤은 좋지 않았고 볼넷이 많은 투수였다.

### 구속에 관한 평가
- 야마모토 고지는 2007년 시점에서도 “다카시가 던진 공이 제일 빨랐다”라고 말했고 “초속과 종속의 차이가 별로 없는 투수”라고 지적했다.
- 1976년 일본 시리즈에서 상대한 요미우리 자이언츠의 다카다 시게루는 “야마구치는 분명히 에나쓰보다 빨랐다”라고 말했다.
- 롯데 오리온스전에서 무라타 조지가 상대에게 완봉 승리를 거두면서 경기가 끝난 뒤 당시 롯데 감독이었던 가네다 마사이치는 “조지보다는 분명히 빠르다. 조지는 영구히 야마구치한테 이길 수 없다”라고 말했다.
- 퍼시픽 리그 전 심판부장인 무라타 고이치는 “야마구치가 구속 No. 1”이라고 단언하였다(2007년).

## 상세 정보

### 출신 학교
- 고베 시립 신코 고등학교
- 간사이 대학

### 선수 경력
사회인 시대
- 마쓰시타 전기 야구부

프로팀 경력
- 한큐 브레이브스(1975년 ~ 1982년)

### 지도자 경력
- 한큐 브레이브스·오릭스 브레이브스·오릭스 블루웨이브 투수 코치(1983년 ~ 1998년)
- 한신 타이거스 투수 코치(2003년 ~ 2004년, 2009년 ~ 2015년)

### 수상·타이틀 경력

#### 타이틀
- 최우수 구원 투수 : 1회(1978년)

#### 수상
- 신인왕(1975년)
- 일본 시리즈 MVP : 1회(1975년)
- 퍼시픽 리그 플레이오프 우수 투수상 : 1회(1975년)

### 개인 기록
- 올스타전 출장 : 4회(1975년 ~ 1978년)

### 등번호
- 14(1975년 ~ 1982년)
- 74(1983년 ~ 1998년)
- 84(2003년 ~ 2004년)
- 85(2009년 ~ 2015년)

### 연도별 투수 성적
| 연 도      | 소 속      | 등 판 | 선 발 | 완 투 | 완 봉 | 무 4 구 | 승 리 | 패 전 | 세 이 브 | 홀 드 | 승 률 | 타 자 | 이 닝 | 피 안 타 | 피 홈 런 | 볼 넷 | 고 4 | 몸 맞 | 탈 삼 진 | 폭 투 | 보 크 | 실 점 | 자 책 점 | 평 자 책 | W H I P |
| ---------- | ---------- | ----- | ----- | ----- | ----- | ------- | ----- | ----- | -------- | ----- | ----- | ----- | ----- | -------- | -------- | ----- | ---- | ----- | -------- | ----- | ----- | ----- | -------- | -------- | ------- |
| 1975년     | 한큐       | 32    | 22    | 18    | 4     | 1       | 12    | 13    | 1        | --    | .480  | 840   | 203.0 | 169      | 14       | 75    | 1    | 3     | 149      | 3     | 0     | 79    | 66       | 2.93     | 1.20    |
| 1976년     | 한큐       | 35    | 19    | 15    | 2     | 0       | 12    | 10    | 9        | --    | .545  | 821   | 197.2 | 156      | 18       | 91    | 0    | 6     | 152      | 4     | 0     | 68    | 62       | 2.82     | 1.25    |
| 1977년     | 한큐       | 42    | 13    | 10    | 2     | 0       | 10    | 12    | 11       | --    | .455  | 745   | 179.2 | 141      | 16       | 85    | 0    | 5     | 151      | 4     | 1     | 64    | 61       | 3.05     | 1.26    |
| 1978년     | 한큐       | 42    | 2     | 1     | 0     | 0       | 13    | 4     | 14       | --    | .765  | 519   | 122.2 | 90       | 11       | 60    | 1    | 7     | 95       | 6     | 0     | 43    | 38       | 2.78     | 1.22    |
| 1979년     | 한큐       | 16    | 0     | 0     | 0     | 0       | 1     | 0     | 6        | --    | 1.000 | 136   | 32.0  | 19       | 4        | 23    | 2    | 3     | 26       | 0     | 0     | 7     | 7        | 1.97     | 1.31    |
| 1980년     | 한큐       | 17    | 1     | 0     | 0     | 0       | 1     | 3     | 3        | --    | .250  | 136   | 28.0  | 27       | 5        | 31    | 1    | 0     | 12       | 1     | 0     | 16    | 16       | 5.14     | 2.07    |
| 1981년     | 한큐       | 3     | 0     | 0     | 0     | 0       | 0     | 0     | 0        | --    | ----  | 42    | 9.0   | 13       | 2        | 3     | 0    | 2     | 4        | 1     | 0     | 11    | 11       | 11.00    | 1.78    |
| 1982년     | 한큐       | 8     | 1     | 0     | 0     | 0       | 1     | 1     | 0        | --    | .500  | 85    | 15.0  | 24       | 2        | 15    | 0    | 0     | 11       | 0     | 0     | 20    | 17       | 10.2     | 2.60    |
| 통산 : 8년 | 통산 : 8년 | 195   | 58    | 44    | 8     | 1       | 50    | 43    | 44       | --    | .538  | 3324  | 787.0 | 639      | 72       | 383   | 5    | 26    | 600      | 19    | 1     | 308   | 278      | 3.18     | 1.30    |

- 굵은 글씨는 시즌 최고 성적.